# НБА в сезоні 2011–2012
Сезон НБА 2011–2012 був 66-им сезоном в Національній баскетбольній асоціації. Переможцями сезону стали «Маямі Гіт», які здолали у фінальній серії «Оклахома-Сіті Тандер».
Сезон був скороченним через локаут, який став четвертим в історії Асоціації. Влітку 2011 закінчився термін колективної трудової угоди між клубами і гравцями, який діяв з 2005 року. Прийняття оновленої угоди затягнулося через суперечливі позиції насамперед щодо умов розподілу доходів та обмежень максимального розміру заробітних плат гравців. Локаут тривав з 1 липня по 8 грудня 2011 року, коли оновлена колективна угода була ратифікована представниками власників клубів і гравців. Замість 1 листопада сезон розпочався 25 лютого 2011 року. Прийнятий перед його початком формат передбачав збереження повноцінного плей-оф, натомість регулярний сезон через брак часу був скорочений з 82 до 66 ігор для кожної з команд.

## Регламент змагання
Участь у сезоні брали 30 команд, розподілених між двома конференціями — Східною і Західною, кожна з яких у свою чергу складалася з трьох дивізіонів.
Через локаут, який відтермінував початок сезону до кінця грудня 2011 року, по ходу регулярного сезону кожна з команд-учасниць провела по 66 ігор, замість запланованих 82. 
До раунду плей-оф виходили по вісім найкращих команд кожної з конференцій, причому переможці дивізіонів посідали місця угорі турнірної таблиці конференції, навіть при гірших результатах, ніж у команд з інших дивізіонів, які свої дивізіони не виграли. Плей-оф відбувався за олімпійською системою, за якою найкраща команда кожної конференції починала боротьбу проти команди, яка посіла восьме місце у тій же конференції, друга команда конференції — із сьомою, і так далі. В усіх раундах плей-оф переможець кожної пари визначався в серії ігор, яка тривала до чотирьох перемог однієї з команд.
Чемпіони кожної з конференцій, що визначалися на стадії плей-оф, для визначення чемпіона НБА зустрічалися між собою у Фіналі, що складався із серії ігор до чотирьох перемог.

## Регулярний сезон
Регулярний сезон тривав з 25 грудня 2011 по 26 квітня 2012, найкращий результат по його завершенні мали «Чикаго Буллз».

### Підсумкові таблиці за дивізіонами
| Атлантичний                     | В  | П  | %П   | Відст | Дом   | Гост  | Див |
| ------------------------------- | -- | -- | ---- | ----- | ----- | ----- | --- |
| y-«Бостон Селтікс»              | 39 | 27 | .591 | –     | 24–9  | 15–18 | 8–6 |
| x-«Нью-Йорк Нікс»               | 36 | 30 | .545 | 3     | 22–11 | 14–19 | 8–6 |
| x-«Філадельфія Севенті-Сіксерс» | 35 | 31 | .530 | 4     | 19–14 | 16–17 | 7–6 |
| «Торонто Репторз»               | 23 | 43 | .348 | 16    | 13–20 | 10–23 | 7–8 |
| «Нью-Джерсі Нетс»               | 22 | 44 | .333 | 17    | 9–24  | 13–20 | 5–9 |

| Центральний          | В  | П  | %П   | Відст | Дом   | Гост  | Див  |
| -------------------- | -- | -- | ---- | ----- | ----- | ----- | ---- |
| z-«Чикаго Буллз»     | 50 | 16 | .758 | –     | 26–7  | 24–9  | 13–1 |
| x-«Індіана Пейсерз»  | 42 | 24 | .636 | 8     | 23–10 | 19–14 | 9–4  |
| «Мілвокі Бакс»       | 31 | 35 | .470 | 19    | 17–16 | 14–19 | 7–8  |
| «Детройт Пістонс»    | 25 | 41 | .379 | 25    | 18–15 | 7–26  | 4–11 |
| «Клівленд Кавальєрс» | 21 | 45 | .318 | 29    | 11–22 | 10–23 | 3–12 |

| Південно-Східний    | В  | П  | %П   | Відст | Дом   | Гост  | Див  |
| ------------------- | -- | -- | ---- | ----- | ----- | ----- | ---- |
| y-«Маямі Гіт»       | 46 | 20 | .697 | –     | 28–5  | 18–15 | 9–5  |
| x-«Атланта Гокс»    | 40 | 26 | .606 | 6     | 23–10 | 17–16 | 11–3 |
| x-«Орландо Меджик»  | 37 | 29 | .561 | 9     | 21–12 | 16–17 | 8–7  |
| «Вашингтон Візардс» | 20 | 46 | .303 | 26    | 11–22 | 9–24  | 7–7  |
| «Шарлотт Бобкетс»   | 7  | 59 | .106 | 39    | 4–29  | 3–30  | 1–14 |

| Північно-Західний дивізіон | В  | П  | %П   | Відст | Дом   | Гост  | Див  | І  |
| -------------------------- | -- | -- | ---- | ----- | ----- | ----- | ---- | -- |
| y-«Оклахома-Сіті Тандер»   | 47 | 19 | .712 | 0.0   | 26–7  | 21–12 | 10–3 | 66 |
| x-«Денвер Наггетс»         | 38 | 28 | .576 | 9.0   | 20–13 | 18–15 | 6–7  | 66 |
| x-«Юта Джаз»               | 36 | 30 | .545 | 11.0  | 25–8  | 11–22 | 9–4  | 66 |
| «Портленд Трейл-Блейзерс»  | 28 | 38 | .424 | 19.0  | 20–13 | 8–25  | 4–10 | 66 |
| «Міннесота Тімбервулвз»    | 26 | 40 | .394 | 21.0  | 13–20 | 13–20 | 4–9  | 66 |

| Тихоокеанський дивізіон   | В  | П  | %П   | Відст | Дом   | Гост  | Див  | І  |
| ------------------------- | -- | -- | ---- | ----- | ----- | ----- | ---- | -- |
| y-«Лос-Анджелес Лейкерс»  | 41 | 25 | .621 | 0.0   | 26–7  | 15–18 | 9–5  | 66 |
| x-«Лос-Анджелес Кліпперс» | 40 | 26 | .606 | 1.0   | 24–9  | 16–17 | 7–7  | 66 |
| «Фінікс Санз»             | 33 | 33 | .500 | 8.0   | 19–14 | 14–19 | 9–5  | 66 |
| «Голден-Стейт Ворріорс»   | 23 | 43 | .348 | 18.0  | 12–21 | 11–22 | 7–8  | 66 |
| «Сакраменто Кінґс»        | 22 | 44 | .333 | 19.0  | 16–17 | 6–27  | 3–10 | 66 |

| Південно-Західний дивізіон | В  | П  | %П   | Відст | Дом   | Гост  | Див  | І  |
| -------------------------- | -- | -- | ---- | ----- | ----- | ----- | ---- | -- |
| c-«Сан-Антоніо Сперс»      | 50 | 16 | .758 | 0.0   | 28–5  | 22–11 | 12–4 | 66 |
| x-«Мемфіс Ґріззліс»        | 41 | 25 | .621 | 9.0   | 26–7  | 15–18 | 7–8  | 66 |
| x-«Даллас Маверікс»        | 36 | 30 | .545 | 14.0  | 23–10 | 13–20 | 8–5  | 66 |
| «Х'юстон Рокетс»           | 34 | 32 | .515 | 16.0  | 22–11 | 12–21 | 6–8  | 66 |
| «Нью-Орлінс Горнетс»       | 21 | 45 | .318 | 29.0  | 11–22 | 10–23 | 3–11 | 66 |

### Підсумкові таблиці за конференціями
| #  | Східна                          | Східна | Східна | Східна | Східна |
| #  | Команда                         | В      | П      | %П     | Відст  |
| -- | ------------------------------- | ------ | ------ | ------ | ------ |
| 1  | z-«Чикаго Буллз»                | 50     | 16     | .758   | –      |
| 2  | y-«Маямі Гіт»                   | 46     | 20     | .697   | 4      |
| 3  | x-«Індіана Пейсерз»             | 42     | 24     | .636   | 8      |
| 4  | y-«Бостон Селтікс»              | 39     | 27     | .591   | 11     |
| 5  | x-«Атланта Гокс»                | 40     | 26     | .606   | 10     |
| 6  | x-«Орландо Меджик»              | 37     | 29     | .561   | 13     |
| 7  | x-«Нью-Йорк Нікс»               | 36     | 30     | .545   | 14     |
| 8  | x-«Філадельфія Севенті-Сіксерс» | 35     | 31     | .530   | 15     |
|    |                                 |        |        |        |        |
| 9  | «Мілвокі Бакс»                  | 31     | 35     | .470   | 19     |
| 10 | «Детройт Пістонс»               | 25     | 41     | .379   | 25     |
| 11 | «Торонто Репторз»               | 23     | 43     | .348   | 27     |
| 12 | «Нью-Джерсі Нетс»               | 22     | 44     | .333   | 28     |
| 13 | «Клівленд Кавальєрс»            | 21     | 45     | .318   | 29     |
| 14 | «Вашингтон Візардс»             | 20     | 46     | .303   | 30     |
| 15 | «Шарлотт Бобкетс»               | 7      | 59     | .106   | 43     |

| Західна конференція | Західна конференція        | Західна конференція | Західна конференція | Західна конференція | Західна конференція | Західна конференція |
| #                   | Команда                    | В                   | П                   | %П                  | Відст               | І                   |
| ------------------- | -------------------------- | ------------------- | ------------------- | ------------------- | ------------------- | ------------------- |
| 1                   | c-«Сан-Антоніо Сперс» *    | 50                  | 16                  | .758                | –                   | 66                  |
| 2                   | y-«Оклахома-Сіті Тандер» * | 47                  | 19                  | .712                | 3.0                 | 66                  |
| 3                   | y-«Лос-Анджелес Лейкерс» * | 41                  | 25                  | .621                | 9.0                 | 66                  |
| 4                   | x-«Мемфіс Ґріззліс»        | 41                  | 25                  | .621                | 9.0                 | 66                  |
| 5                   | x-«Лос-Анджелес Кліпперс»  | 40                  | 26                  | .606                | 10.0                | 66                  |
| 6                   | x-«Денвер Наггетс»         | 38                  | 28                  | .576                | 12.0                | 66                  |
| 7                   | x-«Даллас Маверікс»        | 36                  | 30                  | .545                | 14.0                | 66                  |
| 8                   | x-«Юта Джаз»               | 36                  | 30                  | .545                | 14.0                | 66                  |
|                     |                            |                     |                     |                     |                     |                     |
| 9                   | «Х'юстон Рокетс»           | 34                  | 32                  | .515                | 16.0                | 66                  |
| 10                  | «Фінікс Санз»              | 33                  | 33                  | .500                | 17.0                | 66                  |
| 11                  | «Портленд Трейл-Блейзерс»  | 28                  | 38                  | .424                | 22.0                | 66                  |
| 12                  | «Міннесота Тімбервулвз»    | 26                  | 40                  | .394                | 24.0                | 66                  |
| 13                  | «Голден-Стейт Ворріорс»    | 23                  | 43                  | .348                | 27.0                | 66                  |
| 14                  | «Сакраменто Кінґс»         | 22                  | 44                  | .333                | 28.0                | 66                  |
| 15                  | «Нью-Орлінс Горнетс»       | 21                  | 45                  | .318                | 29.0                | 66                  |

Легенда:
- z – Найкраща команда регулярного сезону НБА
- c – Найкраща команда конференції
- y – Переможець дивізіону
- x – Учасник плей-оф

## Плей-оф
Переможці пар плей-оф позначені жирним. Цифри перед назвою команди відповідають її позиції у підсумковій турнірній таблиці регулярного сезону конференції. Цифри після назви команди відповідають кількості її перемог у відповідному раунді плей-оф. Курсивом позначені команди, які мали перевагу власного майданчика (принаймні потенційно могли провести більшість ігор серії вдома).
|  | Перший раунд        | Перший раунд                  | Перший раунд            |   |                         | Півфінали конференції         | Півфінали конференції | Півфінали конференції |  |    | Фінали конференції   | Фінали конференції | Фінали конференції |  |    | Фінал НБА    | Фінал НБА | Фінал НБА |
|  |                     |                               |                         |   |                         |                               |                       |                       |  |    |                      |                    |                    |  |    |              |           |           |
|  | E1                  | «Чикаго Буллз»*               | 2                       |   |                         |                               |                       |                       |  |    |                      |                    |                    |  |    |              |           |           |
|  | E8                  | «Філадельфія Севенті-Сіксерс» | 4                       |   |                         |                               |                       |                       |  |    |                      |                    |                    |  |    |              |           |           |
|  | E8                  | «Філадельфія Севенті-Сіксерс» | 4                       |   | E8                      | «Філадельфія Севенті-Сіксерс» | 3                     |                       |  |    |                      |                    |                    |  |    |              |           |           |
|  |                     |                               |                         |   | E8                      | «Філадельфія Севенті-Сіксерс» | 3                     |                       |  |    |                      |                    |                    |  |    |              |           |           |
|  |                     | E4                            | «Бостон Селтікс»        | 4 |                         |                               |                       |                       |  |    |                      |                    |                    |  |    |              |           |           |
|  | E4                  | E4                            | «Бостон Селтікс»        | 4 | «Бостон Селтікс»        | 4                             |                       |                       |  |    |                      |                    |                    |  |    |              |           |           |
|  | E4                  |                               |                         |   | «Бостон Селтікс»        | 4                             |                       |                       |  |    |                      |                    |                    |  |    |              |           |           |
|  | E5                  | «Атланта Гокс»                | 2                       |   |                         |                               |                       |                       |  |    |                      |                    |                    |  |    |              |           |           |
|  | E5                  | «Атланта Гокс»                | 2                       |   |                         |                               |                       |                       |  | E4 | «Бостон Селтікс»     | 3                  |                    |  |    |              |           |           |
|  | Східна конференція  |                               |                         |   |                         |                               |                       |                       |  | E4 | «Бостон Селтікс»     | 3                  |                    |  |    |              |           |           |
|  |                     | E2                            | «Маямі Гіт»*            | 4 |                         |                               |                       |                       |  |    |                      |                    |                    |  |    |              |           |           |
|  | E3                  | E2                            | «Маямі Гіт»*            | 4 | «Індіана Пейсерз»*      | 4                             |                       |                       |  |    |                      |                    |                    |  |    |              |           |           |
|  | E3                  |                               |                         |   | «Індіана Пейсерз»*      | 4                             |                       |                       |  |    |                      |                    |                    |  |    |              |           |           |
|  | E6                  | «Орландо Меджик»              | 1                       |   |                         |                               |                       |                       |  |    |                      |                    |                    |  |    |              |           |           |
|  | E6                  | «Орландо Меджик»              | 1                       |   | E3                      | «Індіана Пейсерз»*            | 2                     |                       |  |    |                      |                    |                    |  |    |              |           |           |
|  |                     |                               |                         |   | E3                      | «Індіана Пейсерз»*            | 2                     |                       |  |    |                      |                    |                    |  |    |              |           |           |
|  |                     | E2                            | «Маямі Гіт»*            | 4 |                         |                               |                       |                       |  |    |                      |                    |                    |  |    |              |           |           |
|  | E2                  | E2                            | «Маямі Гіт»*            | 4 | «Маямі Гіт»*            | 4                             |                       |                       |  |    |                      |                    |                    |  |    |              |           |           |
|  | E2                  |                               |                         |   | «Маямі Гіт»*            | 4                             |                       |                       |  |    |                      |                    |                    |  |    |              |           |           |
|  | E7                  | «Нью-Йорк Нікс»               | 1                       |   |                         |                               |                       |                       |  |    |                      |                    |                    |  |    |              |           |           |
|  | E7                  | «Нью-Йорк Нікс»               | 1                       |   |                         |                               |                       |                       |  |    |                      |                    |                    |  | E2 | «Маямі Гіт»* | 4         |           |
|  |                     |                               |                         |   |                         |                               |                       |                       |  |    |                      |                    |                    |  | E2 | «Маямі Гіт»* | 4         |           |
|  |                     | W2                            | «Оклахома-Сіті Тандер»* | 1 |                         |                               |                       |                       |  |    |                      |                    |                    |  |    |              |           |           |
|  | W1                  | W2                            | «Оклахома-Сіті Тандер»* | 1 | «Сан-Антоніо Сперс»*    | 4                             |                       |                       |  |    |                      |                    |                    |  |    |              |           |           |
|  | W1                  |                               |                         |   | «Сан-Антоніо Сперс»*    | 4                             |                       |                       |  |    |                      |                    |                    |  |    |              |           |           |
|  | W8                  | «Юта Джаз»                    | 0                       |   |                         |                               |                       |                       |  |    |                      |                    |                    |  |    |              |           |           |
|  | W8                  | «Юта Джаз»                    | 0                       |   | W1                      | «Сан-Антоніо Сперс»*          | 4                     |                       |  |    |                      |                    |                    |  |    |              |           |           |
|  |                     |                               |                         |   | W1                      | «Сан-Антоніо Сперс»*          | 4                     |                       |  |    |                      |                    |                    |  |    |              |           |           |
|  |                     | W5                            | «Лос-Анджелес Кліпперс» | 0 |                         |                               |                       |                       |  |    |                      |                    |                    |  |    |              |           |           |
|  | W4                  | W5                            | «Лос-Анджелес Кліпперс» | 0 | «Мемфіс Ґріззліс»       | 3                             |                       |                       |  |    |                      |                    |                    |  |    |              |           |           |
|  | W4                  |                               |                         |   | «Мемфіс Ґріззліс»       | 3                             |                       |                       |  |    |                      |                    |                    |  |    |              |           |           |
|  | W5                  | «Лос-Анджелес Кліпперс»       | 4                       |   |                         |                               |                       |                       |  |    |                      |                    |                    |  |    |              |           |           |
|  | W5                  | «Лос-Анджелес Кліпперс»       | 4                       |   |                         |                               |                       |                       |  | W1 | «Сан-Антоніо Сперс»* | 2                  |                    |  |    |              |           |           |
|  | Західна конференція |                               |                         |   |                         |                               |                       |                       |  | W1 | «Сан-Антоніо Сперс»* | 2                  |                    |  |    |              |           |           |
|  |                     | W2                            | «Оклахома-Сіті Тандер»* | 4 |                         |                               |                       |                       |  |    |                      |                    |                    |  |    |              |           |           |
|  | W3                  | W2                            | «Оклахома-Сіті Тандер»* | 4 | «Лос-Анджелес Лейкерс»* | 4                             |                       |                       |  |    |                      |                    |                    |  |    |              |           |           |
|  | W3                  |                               |                         |   | «Лос-Анджелес Лейкерс»* | 4                             |                       |                       |  |    |                      |                    |                    |  |    |              |           |           |
|  | W6                  | «Денвер Наггетс»              | 3                       |   |                         |                               |                       |                       |  |    |                      |                    |                    |  |    |              |           |           |
|  | W6                  | «Денвер Наггетс»              | 3                       |   | W3                      | «Лос-Анджелес Лейкерс»*       | 1                     |                       |  |    |                      |                    |                    |  |    |              |           |           |
|  |                     |                               |                         |   | W3                      | «Лос-Анджелес Лейкерс»*       | 1                     |                       |  |    |                      |                    |                    |  |    |              |           |           |
|  |                     | W2                            | «Оклахома-Сіті Тандер»* | 4 |                         |                               |                       |                       |  |    |                      |                    |                    |  |    |              |           |           |
|  | W2                  | W2                            | «Оклахома-Сіті Тандер»* | 4 | «Оклахома-Сіті Тандер»* | 4                             |                       |                       |  |    |                      |                    |                    |  |    |              |           |           |
|  | W2                  |                               |                         |   | «Оклахома-Сіті Тандер»* | 4                             |                       |                       |  |    |                      |                    |                    |  |    |              |           |           |
|  | W7                  | «Даллас Маверікс»             | 0                       |   |                         |                               |                       |                       |  |    |                      |                    |                    |  |    |              |           |           |

* — переможці дивізіонів.

## Статистика

### Лідери за індивідуальними статистичними показниками
| Показник                    | Гравець         | Команда                   | Результатs |
| --------------------------- | --------------- | ------------------------- | ---------- |
| Очки за гру                 | Кевін Дюрант    | «Оклахома-Сіті Тандер»    | 28.0       |
| Підбирання за гру           | Двайт Говард    | «Орландо Меджик»          | 14.5       |
| Передачі за гру             | Раджон Рондо    | «Бостон Селтікс»          | 11.7       |
| Перехоплення за гру         | Кріс Пол        | «Лос-Анджелес Кліпперс»   | 2.89       |
| Блокування за гру           | Серж Ібака      | «Оклахома-Сіті Тандер»    | 3.65       |
| Втрати за гру               | Дерон Вільямс   | «Нью-Джерсі Нетс»         | 4.0        |
| Порушення правил за гру     | Демаркус Казінс | «Сакраменто Кінґс»        | 4.0        |
| Хвилини за гру              | Луол Денг       | «Чикаго Буллз»            | 39.4       |
| Рейтинг ефективності гравця | Леброн Джеймс   | «Маямі Гіт»               | 29.9       |
| % влучань з гри             | Тайсон Чендлер  | «Нью-Йорк Нікс»           | 67.9%      |
| % влучань штрафних кидків   | Джамал Кроуфорд | «Портленд Трейл-Блейзерс» | 92.7%      |
| % влучань 3-очкових кидків  | Стів Новак      | «Нью-Йорк Нікс»           | 47.2%      |
| Дабл-дабли                  | Кевін Лав       | «Міннесота Тімбервулвз»   | 48         |
| Трипл-дабли                 | Раджон Рондо    | «Бостон Селтікс»          | 6          |

### Рекорди за гру
| Показник     | Гравець           | Команда                   | Результатs |
| ------------ | ----------------- | ------------------------- | ---------- |
| Очки         | Дерон Вільямс     | «Нью-Джерсі Нетс»         | 57         |
| Підбирання   | Ендрю Байнум      | «Лос-Анджелес Лейкерс»    | 30         |
| Передачі     | Раджон Рондо      | «Бостон Селтікс»          | 20         |
| Передачі     | Дерон Вільямс     | «Нью-Джерсі Нетс»         | 20         |
| Перехоплення | Тай Лоусон        | «Денвер Наггетс»          | 8          |
| Перехоплення | Пол Міллсап       | «Юта Джаз»                | 8          |
| Перехоплення | Кріс Пол          | «Лос-Анджелес Кліпперс»   | 8          |
| Перехоплення | Тоні Аллен        | «Мемфіс Ґріззліс»         | 8          |
| Блокування   | Серж Ібака        | «Оклахома-Сіті Тандер»    | 11         |
| Триочкові    | Ніколя Батюм      | «Портленд Трейл-Блейзерс» | 9          |
| Триочкові    | Джейсон Річардсон | «Орландо Меджик»          | 9          |
| Триочкові    | Бен Гордон        | «Детройт Пістонс»         | 9          |

### Команди-лідери за статистичними показниками
| Показник                   | Команда                | Результатs |
| -------------------------- | ---------------------- | ---------- |
| Очки за гру                | «Денвер Наггетс»       | 108.7      |
| Підбирання за гру          | «Чикаго Буллз»         | 46.7       |
| Передачі за гру            | «Денвер Наггетс»       | 24.0       |
| Перехоплення за гру        | «Мемфіс Ґріззліс»      | 10.3       |
| Блокування за гру          | «Оклахома-Сіті Тандер» | 8.2        |
| Втрати за гру              | «Оклахома-Сіті Тандер» | 16.4       |
| Порушення правил за гру    | «Торонто Репторз»      | 23.2       |
| % влучань з гри            | «Сан-Антоніо Сперс»    | 47.8%      |
| % влучань штрафних кидків  | «Оклахома-Сіті Тандер» | 80.6%      |
| % влучань 3-очкових кидків | «Сан-Антоніо Сперс»    | 39.3%      |
| +/-                        | «Чикаго Буллз»         | 8.2        |

## Нагороди НБА

### Щорічні нагороди
- Найцінніший гравець: Леброн Джеймс, «Маямі Гіт»[1]
- Найкращий захисний гравець: Тайсон Чендлер, «Нью-Йорк Нікс»[2]
- Новачок року: Кайрі Ірвінг, «Клівленд Кавальєрс»[3]
- Найкращий шостий гравець: Джеймс Гарден, «Оклахома-Сіті Тандер»[4]
- Найбільш прогресуючий гравець: Раян Андерсон, «Орландо Меджик»[5]
- Тренер року: Грегг Попович, «Сан-Антоніо Сперс»[6]
- Менеджер року: Ларрі Берд, «Індіана Пейсерз»[7]
- Приз за спортивну поведінку: Джейсон Кідд, «Даллас Маверікс»[8]
- Нагорода Дж. Волтера Кеннеді: Пау Газоль, «Лос-Анджелес Лейкерс»[9]

| - Перша збірна всіх зірок: - F Леброн Джеймс, «Маямі Гіт» - F Кевін Дюрант, «Оклахома-Сіті Тандер» - C Двайт Говард, «Орландо Меджик» - G Кобі Браянт, «Лос-Анджелес Лейкерс» - G Кріс Пол, «Лос-Анджелес Кліпперс» | - Друга збірна всіх зірок: - F Кевін Лав, «Міннесота Тімбервулвз» - F Блейк Остін Гріффін, «Лос-Анджелес Кліпперс» - C Ендрю Байнум, «Лос-Анджелес Лейкерс» - G Тоні Паркер, «Сан-Антоніо Сперс» - G Рассел Вестбрук, «Оклахома-Сіті Тандер» | - Третя збірна всіх зірок: - F Кармело Ентоні, «Нью-Йорк Нікс» - F Дірк Новіцкі, «Даллас Маверікс» - C Тайсон Чендлер, «Нью-Йорк Нікс» - G Двейн Вейд, «Маямі Гіт» - G Раджон Рондо, «Бостон Селтікс» |

| - Перша збірна всіх зірок захисту: - F Леброн Джеймс, «Маямі Гіт» - F Серж Ібака, «Оклахома-Сіті Тандер» - C Двайт Говард, «Орландо Меджик» - G Кріс Пол, «Лос-Анджелес Кліпперс» - G Тоні Аллен, «Мемфіс Ґріззліс» | - Друга збірна всіх зірок захисту: - F Кевін Гарнетт, «Бостон Селтікс» - F Луол Денг, «Чикаго Буллз» - C Тайсон Чендлер, «Нью-Йорк Нікс» - G Раджон Рондо, «Бостон Селтікс» - G Кобі Браянт, «Лос-Анджелес Лейкерс» |

| - Перша збірна новачків: - Кайрі Ірвінг, «Клівленд Кавальєрс» - Рікі Рубіо, «Міннесота Тімбервулвз» - Кеннет Фарід, «Денвер Наггетс» - Клей Томпсон, «Голден-Стейт Ворріорс» - Каві Леонард, «Сан-Антоніо Сперс» - Іман Шамперт, «Нью-Йорк Нікс» - Брендон Найт, «Детройт Пістонс» | - Друга збірна новачків: - Айзея Томас, «Сакраменто Кінґс» - МарШон Брукс, «Нью-Джерсі Нетс» - Чендлер Парсонс, «Х'юстон Рокетс» - Трістан Томпсон, «Клівленд Кавальєрс» - Деррік Вільямс, «Міннесота Тімбервулвз» |

### Гравець тижня
| Тиждень                 | Східна конференція                     | Західна конференція                            | Прим.  |
| ----------------------- | -------------------------------------- | ---------------------------------------------- | ------ |
| 25 грудня – 1 січня     | Леброн Джеймс («Маямі Гіт») (1/6)      | Кевін Дюрант («Оклахома-Сіті Тандер») (1/3)    | [ 13 ] |
| 2 січня – 8 січня       | Леброн Джеймс («Маямі Гіт») (2/6)      | Кобі Браянт («Лос-Анджелес Лейкерс») (1/2)     | [ 14 ] |
| 9 січня – 15 січня      | Деррік Роуз («Чикаго Буллз») (1/2)     | Кобі Браянт («Лос-Анджелес Лейкерс») (2/2)     | [ 15 ] |
| 16 січня – 22 січня     | Двайт Говард («Орландо Меджик») (1/1)  | Марк Газоль («Мемфіс Ґріззліс») (1/1)          | [ 16 ] |
| 23 січня – 29 січня     | Леброн Джеймс («Маямі Гіт») (3/6)      | Рассел Вестбрук («Оклахома-Сіті Тандер») (1/2) | [ 17 ] |
| 30 січня – 5 лютого     | Пол Пірс («Бостон Селтікс») (1/2)      | Тоні Паркер («Сан-Антоніо Сперс») (1/1)        | [ 18 ] |
| 6 лютого – 12 лютого    | Джеремі Лін («Нью-Йорк Нікс») (1/1)    | Рассел Вестбрук («Оклахома-Сіті Тандер») (2/2) | [ 19 ] |
| 13 лютого – 19 лютого   | Леброн Джеймс («Маямі Гіт») (4/6)      | Кевін Дюрант («Оклахома-Сіті Тандер») (2/3)    | [ 20 ] |
| 27 лютого – 4 березня   | Деррік Роуз («Чикаго Буллз») (2/2)     | Тай Лоусон («Денвер Наггетс») (1/1)            | [ 21 ] |
| 5 березня – 11 березня  | Ерсан Ільясова («Мілвокі Бакс») (1/1)  | Монта Елліс («Голден-Стейт Ворріорс») (1/1)    | [ 22 ] |
| 12 березня – 18 березня | Дрю Гуден («Мілвокі Бакс») (1/1)       | Ендрю Байнум («Лос-Анджелес Лейкерс») (1/2)    | [ 23 ] |
| 19 березня – 25 березня | Джо Джонсон («Атланта Гокс») (1/1)     | Кевін Дюрант («Оклахома-Сіті Тандер») (3/3)    | [ 24 ] |
| 26 березня – 1 квітня   | Пол Пірс («Бостон Селтікс») (2/2)      | Кріс Пол («Лос-Анджелес Кліпперс») (1/1)       | [ 25 ] |
| 2 квітня – 8 квітня     | Леброн Джеймс («Маямі Гіт») (5/6)      | Горан Драгич («Х'юстон Рокетс») (1/1)          | [ 26 ] |
| 9 квітня – 15 квітня    | Кевін Гарнетт («Бостон Селтікс») (1/1) | Ендрю Байнум («Лос-Анджелес Лейкерс») (2/2)    | [ 27 ] |
| 16 квітня – 22 квітня   | Леброн Джеймс («Маямі Гіт») (6/6)      | Ел Джефферсон («Юта Джаз») (1/1)               | [ 28 ] |

### Гравець місяця
| Місяць           | Східна конференція                     | Західна конференція                         | Прим.  |
| ---------------- | -------------------------------------- | ------------------------------------------- | ------ |
| грудень – січень | Леброн Джеймс («Маямі Гіт») (1/2)      | Кобі Браянт («Лос-Анджелес Лейкерс») (1/1)  | [ 29 ] |
| лютий            | Леброн Джеймс («Маямі Гіт») (2/2)      | Кевін Дюрант («Оклахома-Сіті Тандер») (1/2) | [ 30 ] |
| березень         | Пол Пірс («Бостон Селтікс») (1/1)      | Кевін Дюрант («Оклахома-Сіті Тандер») (2/2) | [ 31 ] |
| квітень          | Кармело Ентоні («Нью-Йорк Нікс») (1/1) | Кріс Пол («Лос-Анджелес Кліпперс») (1/1)    | [ 32 ] |

### Новачок місяця
| Місяць           | Східна конференція                        | Західна конференція                        | Прим.  |
| ---------------- | ----------------------------------------- | ------------------------------------------ | ------ |
| грудень – січень | Кайрі Ірвінг («Клівленд Кавальєрс») (1/3) | Рікі Рубіо («Міннесота Тімбервулвз») (1/1) | [ 33 ] |
| лютий            | Кайрі Ірвінг («Клівленд Кавальєрс») (2/3) | Айзея Томас («Сакраменто Кінґс») (1/2)     | [ 34 ] |
| березень         | Кайрі Ірвінг («Клівленд Кавальєрс») (3/3) | Айзея Томас («Сакраменто Кінґс») (2/2)     | [ 35 ] |
| квітень          | Айван Джонсон («Атланта Гокс») (1/1)      | Кеннет Фарід («Денвер Наггетс») (1/1)      | [ 36 ] |

### Тренер місяця
| Місяць           | Східна конференція                     | Західна конференція                        | Прим.  |
| ---------------- | -------------------------------------- | ------------------------------------------ | ------ |
| грудень – січень | Том Тібодо («Чикаго Буллз») (1/2)      | Скотт Брукс («Оклахома-Сіті Тандер») (1/1) | [ 37 ] |
| лютий            | Ерік Споулстра («Маямі Гіт») (1/1)     | Грегг Попович («Сан-Антоніо Сперс») (1/2)  | [ 38 ] |
| березень         | Том Тібодо («Чикаго Буллз») (2/2)      | Грегг Попович («Сан-Антоніо Сперс») (2/2)  | [ 39 ] |
| квітень          | Френк Вогель («Індіана Пейсерз») (1/1) | Ліонел Голлінс («Мемфіс Ґріззліс») (1/1)   | [ 40 ] |